# Veti Agori Basili Mavorci
Veti Agori Basili Mavorci (en llatí: Vettius Agorius Basilius Mavortius) va ser el suposat autor d'un poema sobre el judici de Paris que figura a l'Anthologia latina sota aquest nom, format per 42 línies, quan el poema acaba d'una forma sobtada.
Fill de Caecina Basili Deci, va ser designat cònsol o comes domesticorum l'any 527. Hi ha autors que creuen que va editar i distribuir les obres d'Horaci en la seva forma actual, encara que potser hi hauria introduït passatges espuris.